# Sai (vapen)

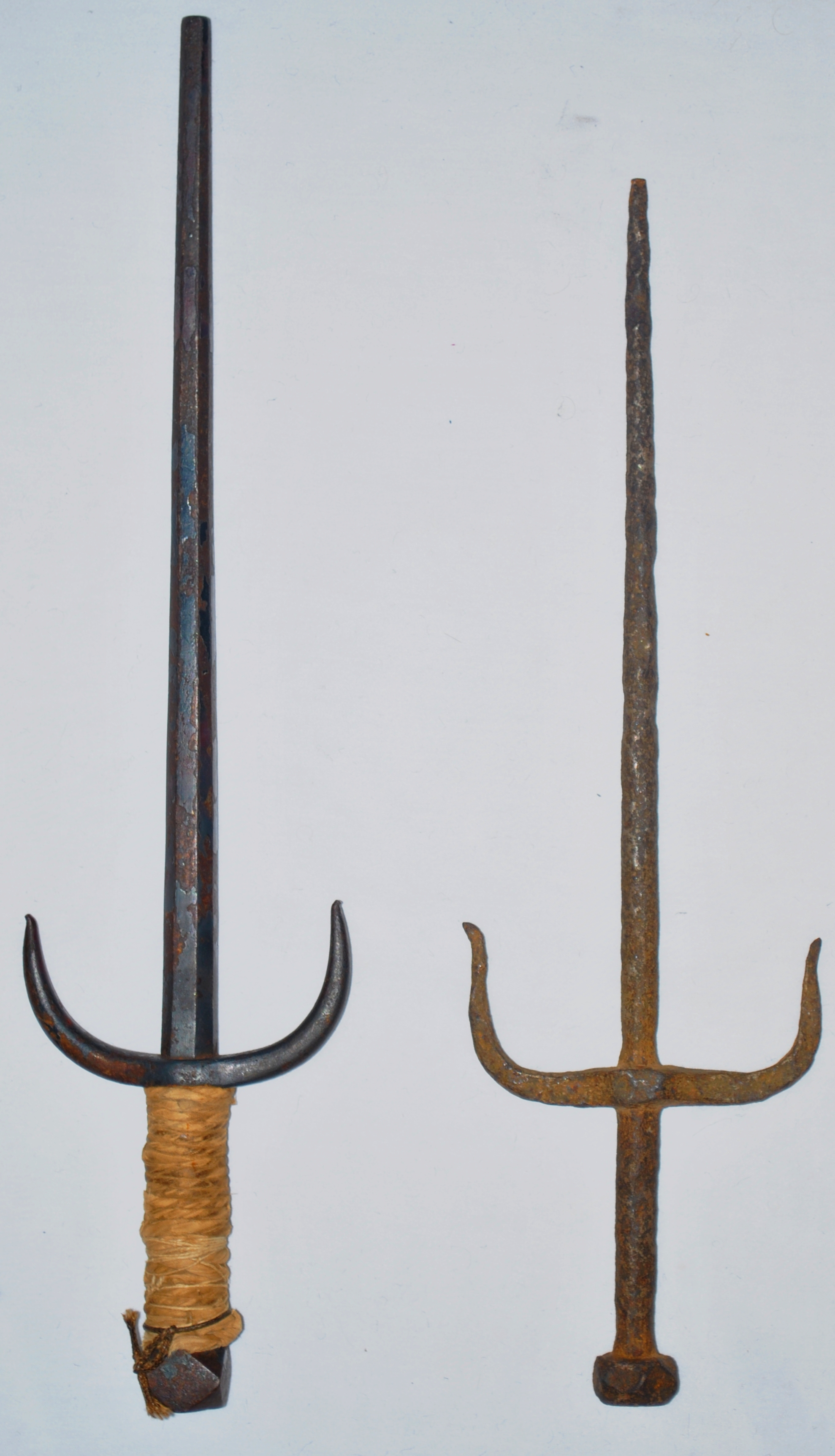
Exempel på sai.

Sai eller saisvärd, på barnspråk stundom ninjagaffel, är en slags japansk parerdolk (ett försvarsvapen). Klingan saknar egg och har antingen vass udd som en stötdolk eller trubbig udd som en form av batong. Parerstången är framåtböjd och utdragen för att forma två parerhakar (klingfångare) som är avsedda att ta emot och låsa fast en motståndares vapen för att därefter kunna vrida det ur händerna på denne.

## Historia
Sai har sitt ursprung på Ryukyuöarna. Det råder oklarheter i fråga om vad vapnet från början användes till. Somliga hävdar att det alltid har använts som vapen. Bland annat sägs det att polisen i Ryukyuöarna använde saivapen som batonger längre tillbaka. Andra hävdar att det ursprungligen var till för jordbruk, exempelvis att plöja jord, så ris med mera. Andra källor menar att sai användes som fiskeutrustning som man spetsade fisken med.

## Detaljer
Saivapnen är oftast cirka en halvmeter långa från skaftet till toppen. De tillverkas främst i stål, men det förekommer även sai tillverkade av gummi, som används under träning för att undvika allvarligare skador.

## Användning
Sai förekommer i dag inom vissa kampsporter, bland annat bujinkan och olika former av karate.
Det vanligaste är att man använder sai i par för att kunna underlätta blockeringar och få en jämn balans. Vapnet användes även till att kasta på fienden och sägs ha goda förutsättningar i och med designen och dess balansering. I närstrid hålls vapnet antingen med den spetsiga delen fram eller tvärtom. Inom karaten tränar man olika rörelser och byter smidigt grepp, detta för att använda hullingarna på sidorna som krokar, vilka bland annat kan orsaka dödlig skada på halsen.

## Sai i populärkultur
- Raphael i serien Teenage Mutant Ninja Turtles bär två sai som vapen.
- Sai är också vapnet som Jennifer Garner använder i Daredevil och Elektra.
- Kai, den röda ninjan i Lego Ninjago, använder oftast sai som vapen.